# Kościół Wniebowzięcia Najświętszej Maryi Panny w Łodzi
Kościół Wniebowzięcia Najświętszej Maryi Panny – świątynia znajdująca się na placu Kościelnym w Łodzi. Jest siedzibą parafii WNMP, najstarszej i przez prawie pięćset lat jedynej wspólnoty katolickiej w Łodzi. Należy do sieci łódzkich wielkopostnych kościołów stacyjnych. Kościół został wybudowany w latach 1887–1897 na miejscu drewnianego kościoła pod tym samym wezwaniem, który został przeniesiony na plac pocmentarny przy ulicy Ogrodowej 22 (po przeniesieniu nosi wezwanie św. Józefa).
Projektantem świątyni w stylu wiślano-bałtyckim był Konstanty Wojciechowski, a blisko połowę kosztów jej wzniesienia i wyposażenia pokryli zajmujący wysokie pozycje w XIX-wiecznym przemyśle włókienniczym łódzcy fabrykanci różnych wyznań.
W krypcie kościoła spoczywa trumna ze szczątkami Służebnicy Bożej Stanisławy Leszczyńskiej, zaś na terenie przykościelnym zachował się kamienny nagrobek Macieja Wyszyńskiego z 1822 roku, będący jedynym śladem istnienia w tym miejscu cmentarza staromiejskiego i najstarszym łódzkim kamiennym pomnikiem nagrobnym.

## Historia

### Historia budowy (lata 1886–1896)
Inicjatorem pomysłu budowy nowego, murowanego kościoła parafialnego był administrator parafii – ks. Jan Siemiec . Główną przesłanką ku temu była niewystarczająca pojemność dotychczas istniejącego kościoła w stosunku do liczby 26 000 wiernych w parafii. W piśmie dozoru parafialnego z prośbą o zezwolenie na budowę nowej świątyni, skierowanym do władz 3 czerwca 1886 roku, napisano m.in.: […] wskutek ciasnoty kościoła tłumy ludzi zmuszone są stać na kościelnym odkrytym dziedzińcu, co w czasie złej pogody, a szczególnie zimową porą stawia je w nieznośnym położeniu. Nieco wcześniej rozważano też rozbudowę istniejącego kościoła drewnianego, lecz w końcu czerwca 1886 roku rada parafialna postanowiła wybudować nowy, murowany, przy czym kościół istniejący miał być rozebrany dopiero po obudowaniu go wznoszonymi murami nowego .
Ostatecznie decyzję o budowie kościoła pw. Wniebowzięcia Najświętszej Maryi Panny zatwierdzono na zebraniu parafialnym, które odbyło się 25 października 1886 roku z udziałem około 150 osób, w obecności zarządu parafii i przedstawicieli władz miasta . Wybrany został komitet budowy oraz jego przewodniczący – łódzki notariusz Konstanty Płachecki . Wierni zobowiązali się do poniesienia kosztów wzniesienia świątyni poprzez własne składki. Postanowiono ponadto, że nowy kościół zostanie wybudowany w miejscu dotychczas istniejącego kościoła z drewna modrzewiowego – na placu Starego Miasta (nazwanym później Kościelnym), ograniczonym ulicami Zgierską od zachodu i Kościelną od wschodu. Dwie pozostałe krawędzie placu były wyznaczone przez pierzeje istniejącej zabudowy. Plac ów stanowi kulminację wzniesień północnej krawędzi doliny Łódki, a od dna doliny dzieli go odległość około 300 m. Wzniesienie to, wraz z najbliższą okolicą, nazywane było przez kilka wieków Górkami Kościelnymi (vel Plebańskimi) lub krótko Górką. Taka lokalizacja dużego kościoła miała jednocześnie zamknąć perspektywę ulicy Lutomierskiej (zaczynającej się od skrzyżowania z ul. Zgierską) w kierunku wschodnim. Przykościelny plac, obecnie otoczony ceglanym murem z balustradą, został dodatkowo wyniesiony ponad poziom pl. Kościelnego, ulicy Zgierskiej i częściowo ulicy Kościelnej (różnica poziomów waha się od 0 m, w północno-wschodnim narożniku placu przy skrzyżowaniu ulic Kościelnej z Wojska Polskiego, do około 2 m w narożniku południowo-zachodnim przy skrzyżowaniu pl. Kościelnego z ul. Zgierską), co wynika ze spadku terenu w kierunku doliny Łódki. Wyniesienie to podkreśla strzelistość budowli i jej dominację w krajobrazie Starego Miasta.
Istnieją wątpliwości co do tego, czy nowy kościół murowany jest drugą czy trzecią świątynią w tym miejscu. Wynikają one z rozbieżności co do lokalizacji pierwszego, małego drewnianego kościoła – z jednej strony określana jest ona jako okolice obecnego skrzyżowania ulic Zachodniej i Lutomierskiej, z drugiej spotykane jest sformułowanie, iż drugi, trzykrotnie większy kościół drewniany wzniesiono na miejscu dawniejszej również drewnianej świątyni (obie lokalizacje dzieli w linii prostej odległość ok. 250 m).

#### Projekt

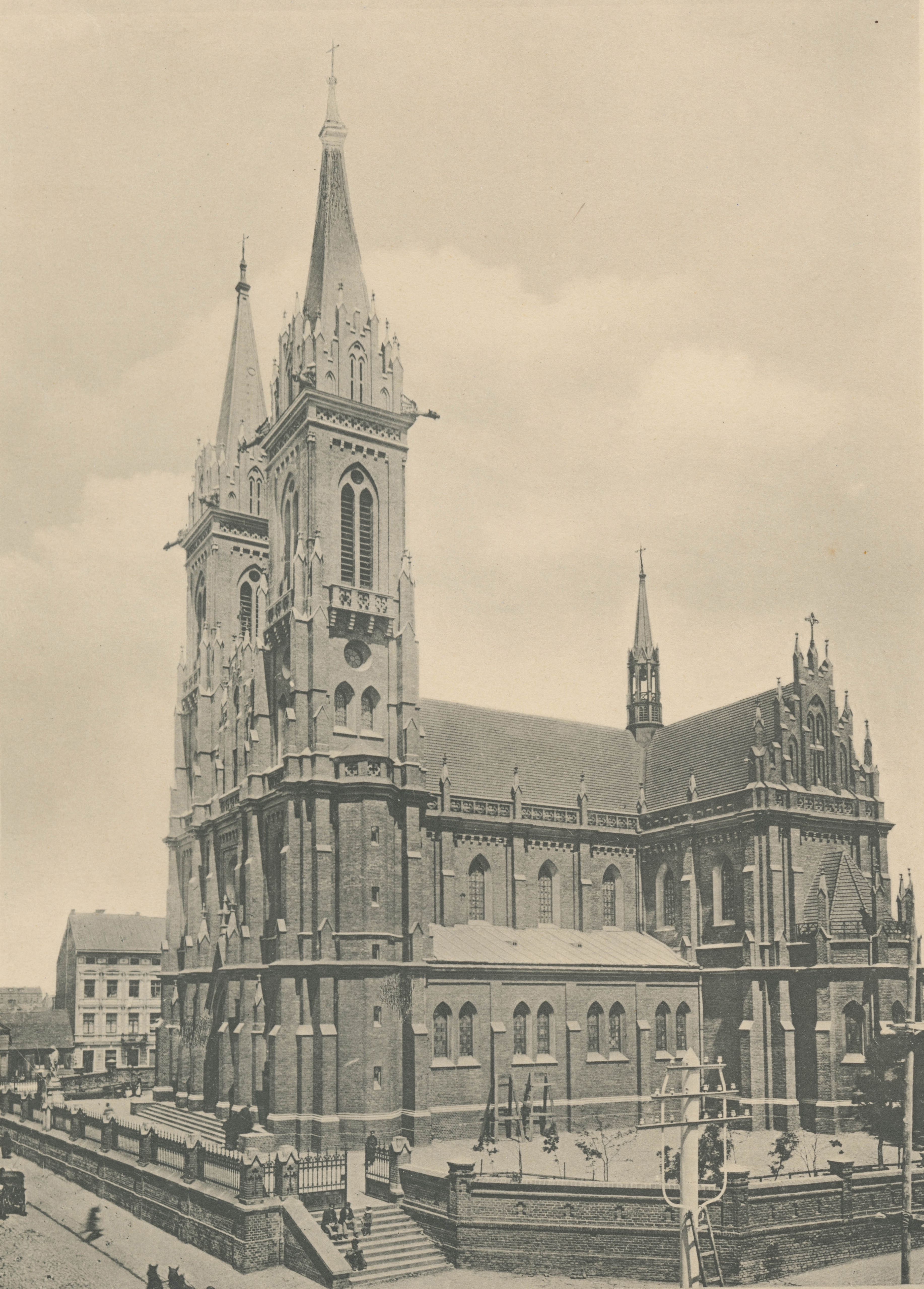
Kościół pw. Wniebowzięcia Najświętszej Maryi Panny – widok w kierunku północno-wschodnim (fot. Bronisław Wilkoszewski, 1896)

Projekt świątyni sporządził do września 1886 roku Konstanty Wojciechowski, warszawski architekt specjalizujący się w architekturze sakralnej, pełniący wówczas funkcję architekta diecezji kujawsko-kaliskiej . Sześć rysunków pochodzących z projektu opublikował w październiku 1886 roku „Przegląd Techniczny”, wraz z bardzo przychylną recenzją Zygmunta Kiślańskiego. Projekt przewidywał użycie jako budulca cegły bez tynku (ściany zewnętrzne) i cegły modelowej do konstrukcji m.in. gzymsów, ozdób i pinakli, co było wzorowane na rozwiązaniach architektonicznych katedry włocławskiej. Recenzent podkreślał zalety podniesienia o kilka stopni prezbiterium, znakomitą funkcjonalność świątyni, a także niezwykły układ zakrystyi z urządzeniem osobnego pomieszczenia dla głuchych przychodzących do spowiedzi. Koszt budowy projektant ocenił na 98 428 rubli. Projekt został przyjęty zarówno przez władze duchowne i dozór kościelny, jak i Wyższą Władzę Rządową w Petersburgu (przychylną decyzję przysłano na początku czerwca 1887 roku) . Ponadto zawarto umowę z właścicielem cegielni w Łodzi, Hejzlerem, na dostawy cegieł.
Od listopada 1887 roku łodzianie mogli oglądać gipsowy model budowanego kościoła, wykonany przez właściciela Zakładu Artystyczno-Rzeźbiarskiego przy ul. Konstantynowskiej 321 (ob. ul. Legionów 17) – Romualda Gräulicha, umieszczony w oknie wystawowym składu cygar W. Lisnera przy ulicy Piotrkowskiej.
Nabożeństwa zostały przeniesione na czas budowy do kaplicy w katolickiej części Starego Cmentarza przy ul. Ogrodowej. Wzniesienia świątyni podjęło się przedsiębiorstwo Władysława Stelmachowskiego – pochodzącego z Poznania majstra murarskiego, który później osiadł w Warszawie. Ponieważ firma wybudowała już kościół (w Kutnie) zaprojektowany przez Wojciechowskiego, istnieje domniemanie, że polecił ją właśnie sam projektant kościoła Wniebowzięcia NMP .
Istniejący kościół drewniany został pierwotnie przeznaczony do rozbiórki i likwidacji. Pojawił się jednak pomysł przeniesienia go w częściach w inne miejsce i dalszego użytkowania po złożeniu. Wobec rosnącej liczby zwolenników tej idei podjęto pod koniec 1887 roku decyzję o rozbiórce i przeniesieniu kościoła na teren zamkniętego w latach 60. XIX w. i odtąd nieużytkowanego cmentarza w kwartale ulic: Ogrodowej – Zachodniej – Konstantynowskiej (ob. ul. Legionów) – Długiej (ob. ul. Gdańskiej). Projekt rozbiórki kościoła i jego montażu w nowym miejscu, określony dla władz carskich jako dotyczący tymczasowej kaplicy z drewna ze starego kościoła katolickiego, sporządził w grudniu 1887 roku również Konstanty Wojciechowski. Został on zatwierdzony przez władze w marcu 1888 roku. Przeniesiony kościół istnieje nadal, pod nowym wezwaniem św. Józefa, przy ul. Ogrodowej 22 .

#### Kalendarium prac budowlanych
- 1887

Prace ziemne rozpoczęto w pierwszych dniach sierpnia, niezwłocznie po zatwierdzeniu planów budowy przez władze, dysponując funduszem ze zgromadzonych składek w łącznej wysokości około 20 000 rubli. Na czas budowy fundamentów konieczne było wzmocnienie konstrukcji starego kościoła drewnianego stojącego w sąsiedztwie. W tym celu użyto stempli. Kamień do budowy fundamentów przywożony był furmankami z Moskuli (obecnie obszar osiedla Wzniesień Łódzkich).
Felietonista „Dziennika Łódzkiego” pisał we wrześniu:

[…] W dzielnicy staromiejskiej, dokoła starego kościołka wre życie, aż miło! Wzięto się do kopania ziemi pod fundamenty nowej świątyni, a warto widzieć jak tam idzie robota. Kamienia i furmanek dostarczono bezpłatnie, piasku i wody dość jest na miejscu, a ludność fabryczna, po skończeniu roboty w fabryce, spieszy na probostwo, do rydla i taczek – i roi się tam jak w ulu, dopóki noc nie zapadnie. Wszystko to robotnicy z dobrej, a nie przymuszonej woli, to też robota idzie żwawo. Jeżeli tak dalej pójdzie, to fundamenty będą gotowe za kilka tygodni, a kto wie, może i kawał muru wyrośnie przed zimą. Szczęść Boże! […]

- 1888

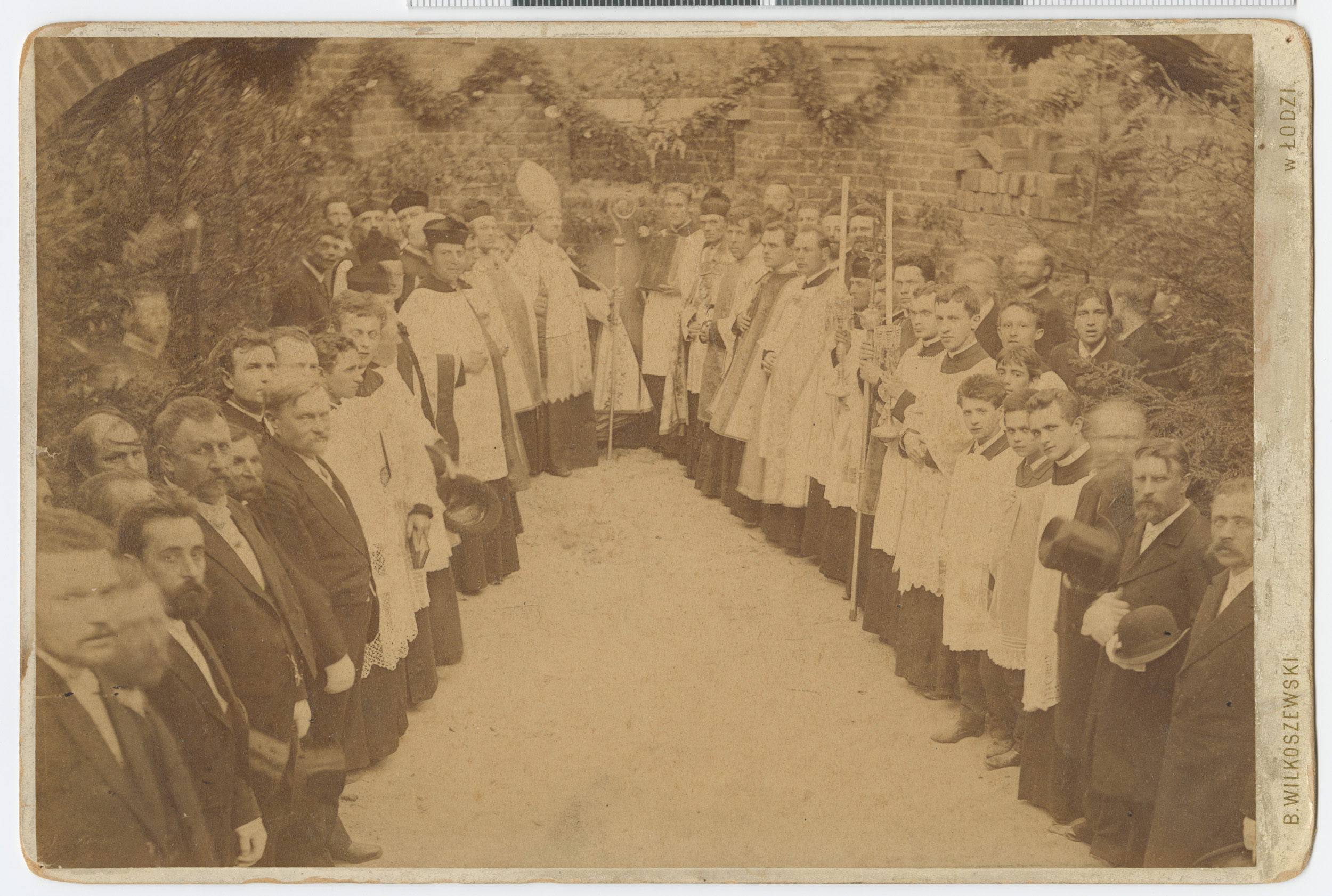
Uroczystość poświęcenia fundamentów kościoła (fot. Bronisław Wilkoszewski, 21 maja 1888)

Podczas prac ziemnych natrafiono w drugiej połowie kwietnia na grób mieszczący dwie trumny w dobrym stanie zachowania. Udało się ustalić czas pochówków (1805 i 1808 rok), a zachowane resztki grubego sukna stały się podstawą do przypuszczenia, iż zmarli byli zakonnikami. Zwłoki sprowadzono prawdopodobnie z klasztoru w Lutomiersku.
Fundamenty zostały ukończone w końcu kwietnia. Między 10 a 17 kwietnia rozebrano korpus starego, drewnianego kościoła, przygotowując jego elementy do przenosin na plac pocmentarny przy ul. Ogrodowej, których dokonano na przełomie kwietnia i maja. Pierwszą mszę świętą odprawiono w nim już 6 maja .
21 maja 1888 roku odbyła się uroczystość wmurowania kamienia węgielnego pod świątynię. Został on poświęcony przez arcybiskupa metropolitę warszawskiego Wincentego Teofila Popiela-Chościaka, co miało miejsce w obecności podpisanych pod aktem erekcyjnym przedstawicieli duchowieństwa (członków kapituły warszawskiej i kolegiaty łowickiej, księży miejscowych i sąsiednich parafii), gości (m.in. policmajstra miasta L. Maksimowa, Izraela Poznańskiego, Juliusza Kunitzera, Ludwika Meyera, Juliusza Heinzla, Karola Scheiblera, Edwarda Herbsta, Leona Gajewicza, Antoniego Chomętowskiego, Konstantego Wojciechowskiego) oraz członków komitetu budowy kościoła (m.in. Andrzeja Rosickiego). Kamień węgielny o wymiarach 21×15×15 cali został wykonany z piaskowca w Zakładzie Artystyczno-Rzeźbiarskim Romualda Gräulicha. Wewnątrz umieszczono dwie cynowe puszki ze słojami zawierającymi akt erekcyjny, bieżące wydania gazet łódzkich i warszawskich oraz kilka obiegowych monet.
Po przeniesieniu ks. Jana Siemca, na stanowisko proboszcza parafii św. Antoniego w Warszawie, dalsze dzieło budowy świątyni nadzorował już do końca nowy proboszcz – ks. Karol Szmidel .
- 1889

W maju budowa musiała zostać wstrzymana z powodu braku dostaw cegieł (ich zapotrzebowanie na budowę różnych gmachów na terenie Łodzi oceniano wówczas na 60 mln sztuk).
- 1890

4 lipca został oddany do użytku nowo wzniesiony budynek plebanii (przy ul. Kościelnej 10). Do połowy września ukończono tynkowanie ścian wewnętrznych kościoła i sztukaterie wykonane przez Romualda Gräulicha, a na przełomie października i listopada – budowę obu wież frontowych, które następnie pokryto blachą miedzianą. W tym samym roku wstawiono 37 kolorowych, deseniowych okien.
W dzień Wszystkich Świętych 1890 roku o godz. 6:00 proboszcz parafii – ks. Karol Szmidel odprawił przy prowizorycznym ołtarzu pierwsze nabożeństwo w nowym kościele, w intencji jego fundatorów. Podczas sumy pierwsze kazanie wygłosił wikariusz parafii – ks. Ludwik Chyłkowski.
- 1891

W roku 1891 wstawiono 3 kolorowe okna figuralne, ufundowane przez proboszcza parafii – ks. Karola Szmidla – i kilku obywateli łódzkich: Konstantego Płacheckiego, Maksymiliana Goldfedera, B. Pstrągowskiego, Maurycego Sprzączkowskiego i J. Stelmachowskiego . Od 23 lipca do końca września ułożono posadzkę terakotową na betonowym podkładzie, ufundowaną przez Izraela Poznańskiego, a wykonaną przez niemiecką firmę Villeroy & Boch z Mettlach. W tym okresie zawieszono ponadto na prowizorycznym rusztowaniu dwa dzwony i przygotowano do zawieszenia trzeci – wówczas największy w Łodzi. Na początku października ustawiono na chórze głównym małe organy (pięciorejestrowe, docelowo przeznaczone do chóru małego w kaplicy Matki Boskiej), wykonane w Fabryce Organów Stanisława Krukowskiego w Piotrkowie Trybunalskim, oraz zawieszono trzeci dzwon. Dzwony, które otrzymały imiona „Józef” (największy), „Piotr” i „Stanisław”, poświęcił 5 października 1891 roku abp. Wincenty Teofil Popiel-Chościak podczas swojej czterodniowej wizyty w Łodzi (3–6 października). Dzwony, o łącznej wadze ponad 6000 funtów (ok. 2,5 t), zostały opatrzone łacińskimi inskrypcjami: Ipse Jesus erat incipiens quasi annorum trygintas, ut putabatur filius Joseph („Józef”), Tu es Petrus et super hanc terram et aedificabo ecclesia mea et porta inferi non praevalebunt adversus eam („Piotr”) i Talis enim decebat ut nobis esset pontifex sanctus innocens impalutus segraegatus a peccatoribus et excelsior coelis factus („Stanisław”). Do końca 1891 roku ukończono roboty kamieniarskie i wstawiono część dębowych drzwi.
- 1892

Na przełomie czerwca i lipca zakończono zewnętrzne prace budowlane i zdjęto rusztowania. Przed końcem roku ukończono cementowe schody prowadzące z dwóch stron na przykościelny cmentarz oraz podmurówkę ogrodzenia, jednak dalsze prace wykończeniowe musiały zostać wstrzymane z powodu braku funduszy – w końcu grudnia brakowało 12 000 rubli na pokrycie już ukończonych robót, o czym donosił „Dziennik Łódzki”.
- 1895

Wiosną rozpoczęła się budowa głównego ołtarza w stylu gotyckim, według projektu Konstantego Wojciechowskiego, wzorowanego na ołtarzu Wita Stwosza w kościele Mariackim w Krakowie, skrywającego 15 tajemnic różańcowych, której kosztorys opiewał na 20 000 rubli. Budowniczymi byli: Grel (postawienie ołtarza), Antoni Panasiuk (prace rzeźbiarskie), Lewandowski (prace malarskie) i Ludomir Wąsowski (prace kamieniarskie)  .
- 1896

26 października 1896 roku po raz pierwszy zabrzmiały duże organy (o 37 głosach i 40 rejestrach), które zostały zbudowane w śląskiej wytwórni Waetera. Inauguracji dokonał ks. Leon Moczyński, profesor śpiewu w seminarium włocławskim, absolwent Szkoły Muzyki Kościelnej w Ratyzbonie. Koszt budowy organów wyniósł 9000 rubli .

### Historia po zakończeniu budowy (od roku 1897)

#### Lata 1897–1939
Łączny koszt budowy nowej świątyni przekroczył szacowaną wstępnie kwotę niespełna 100 000 rubli. 5 czerwca 1897 roku biskup warszawski Kazimierz Ruszkiewicz dokonał konsekracji kościoła .
Na przełomie czerwca i lipca 1900 roku ukończono prace nad ogrodzeniem budynku plebanii i ogrodu.
W początkowym okresie I wojny światowej kościół Wniebowzięcia Najświętszej Maryi Panny był jednym z obiektów, który najbardziej ucierpiał w wyniku ostrzału podczas bitwy pod Łodzią, prowadzonego przez wojska rosyjskie i niemieckie. Ówczesna prasa donosiła o ostrzale kościoła w pierwszych dniach grudnia 1914 roku. Cztery pociski wyrządziły szkody w samej świątyni, trzy spadły na ogród przy plebanii, zaś pięć na sąsiadujące z kościołem domy przy ul. Kościelnej. Pierwszy granat przebił ścianę kościoła pod sklepieniem od strony głównego ołtarza, zniszczył witraż i spadł na posadzkę prezbiterium nie wybuchając, dzięki czemu ocalał ołtarz. Pocisk natychmiast wyniesiono, oblano wodą i zakopano w ustronnym miejscu. Drugi granat przebił ścianę także od strony głównego ołtarza i wpadł do kościoła dolnego. Trzeci trafił w ścianę tuż obok drzwi zakrystii, a siła wybuchu uszkodziła witraże okienne od strony szczytowej. Eksplozja czwartego pocisku, mimo że nie trafił w świątynię, a w ziemię obok niej, zniszczyła witraże w oknach bocznych. Reporter podkreślał bohaterską postawę proboszcza Kazimierza Merklejna, który pod ostrzałem wyniósł Przenajświętszy Sakrament do kościoła dolnego. Z kolei inż. Eugeniusz Krasuski, sekretarz Głównego Komitetu Obywatelskiego (powołanego z powodu ucieczki carskiej administracji z miasta), wspominał w zapiskach cytowanych przez Mieczysława Hertza, że 1 grudnia 1914 roku do kościoła wpadły dwa granaty, ale nie wybuchły. Ostrzał uszkodził ponadto figurę Boga Ojca w ołtarzu głównym, instalację gazową oraz budynek plebanii.

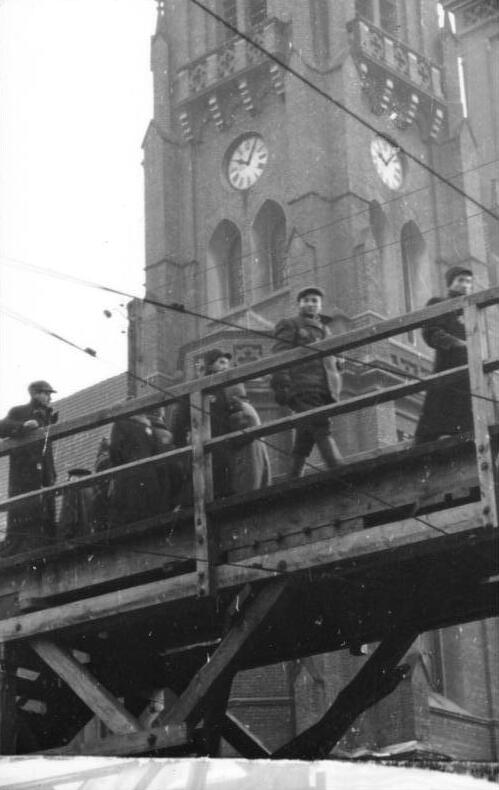
Kładka dla pieszych nad Hohensteiner Straße (ob. ul. Zgierska) na tle wież kościoła Wniebowzięcia NMP – widok w kierunku południowo-wschodnim (fot. Zermin, 1941)

6 grudnia 1914 roku, w ostatnim dniu bitwy pod Łodzią, mimo wkroczenia do miasta pierwszych oddziałów niemieckich, nadal trwało ostrzeliwanie północno-zachodniej części Łodzi (m.in. okolic ulic Drewnowskiej, Ogrodowej i Zachodniej) przez niemieckie baterie artylerii. Jeden z oficerów niemieckich poprosił o wywieszenie białych flag na kościele Wniebowzięcia NMP. Spełnienie tej prośby, które doprowadziło do wstrzymania ognia, stało się symbolem zakończenia trwającej już ponad trzy tygodnie bitwy.

#### Lata 1940–1945
W okresie niemieckiej okupacji, podczas II wojny światowej, od 8 lutego 1940 roku świątynia znalazła się na terenie Ghetto Litzmannstadt, utworzonego zarządzeniem prezydenta policji w Łodzi – Johannesa Schäfera. Początkowo, w 1941 roku, został w niej ulokowany magazyn zrabowanego mienia żydowskiego, a od wiosny do jesieni roku 1942 – magazyn rzeczy pozostałych po Żydach, których Niemcy zamordowali w obozie zagłady w Chełmnie nad Nerem. Później w kościele została uruchomiona sortownia pierza i puchu, przez co ludność żydowska zaczęła nazywać świątynię białą fabryką, co było odwołaniem do Białej Fabryki założonej w 1835 roku przy ulicy Piotrkowskiej 282/284 przez Ludwika Geyera i także przejętej przez niemieckich okupantów. Wydarzenia wojenne spowodowały dewastację kościoła i jego najbliższego otoczenia.
Według relacji ks. prałata Józefa Masłowskiego, byłego proboszcza parafii, jeden z łódzkich Żydów opowiedział mu, że w latach wojny kościelne wieże były przez pewien czas kryjówką dla czterech uciekinierów z Litzmannstadt Ghetto, dzięki czemu prawdopodobnie dożyli oni wyzwolenia miasta.
Przykościelny dom parafialny (przy ul. Kościelnej 8/10), w którym przed wojną mieściły się mieszkania pracujących w parafii księży wikariuszy, stał się natomiast siedzibą niemieckiego komisariatu policji kryminalnej – Kripo – placówki powołanej 19 maja 1940 roku jako Sonderkommando Ghetto, a od 1942 roku do końca wojny noszącej nazwę Kriminalkommissariat Ghetto. Z uwagi na ceglastoczerwony kolor elewacji i stosowanie tortur przez funkcjonariuszy Kripo mieszkańcy Ghetto Litzmannstadt nazywali go czerwonym domkiem (niem. das rote Haus).

#### Od roku 1945

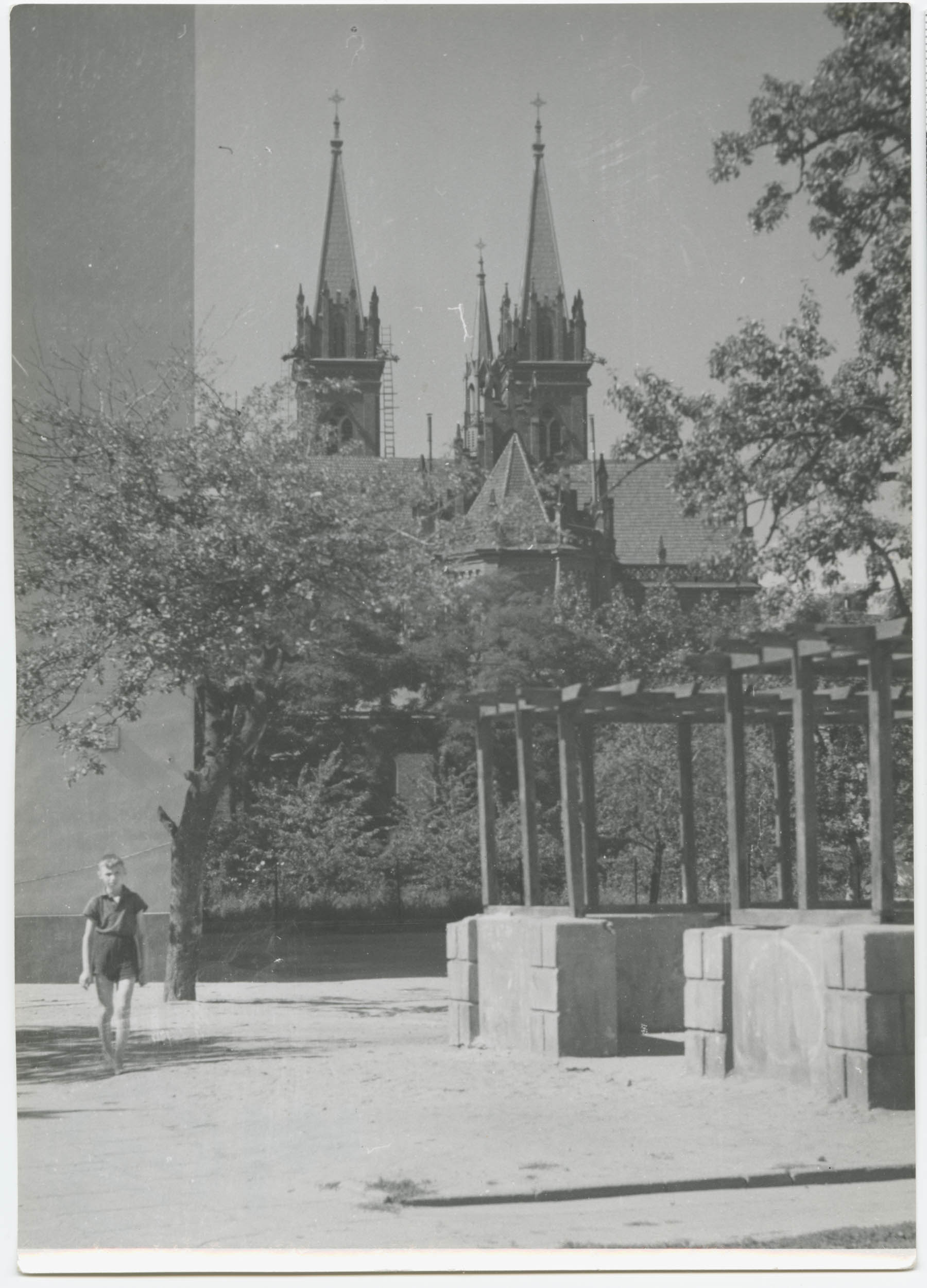
Widok na kościół w kierunku zachodnim, ze skweru między blokami przy ul. Wojska Polskiego (fot. Ignacy Płażewski, lata 50./60 XX w.)

20 stycznia 1971 roku kościół został wpisany do rejestru zabytków (nr rej. A/279).
W 1994 roku oddano do użytku nowy budynek plebanii, dobudowany do istniejącego domu parafialnego. W 1996 roku w kościelnej krypcie spoczęła trumna ze szczątkami Służebnicy Bożej Stanisławy Leszczyńskiej, przeniesionymi z cmentarza św. Rocha na Radogoszczu. W 2011 roku, z inicjatywy ks. prałata Józefa Masłowskiego, rozpoczęto prace remontowo-konserwatorskie. Wiosną 2013 roku przeznaczono na ten cel z budżetu miasta 440 000 zł. Wiosną 2015 roku kościół otrzymał z tego źródła dofinansowanie kosztów remontu wieży północnej w wysokości 380 000 zł.
W 2013 roku, dekretem arcybiskupa metropolity łódzkiego Marka Jędraszewskiego, świątynia została wpisana na listę łódzkich wielkopostnych kościołów stacyjnych. Odtąd w poniedziałki w piątym tygodniu wielkiego postu w kościele odprawiana jest o godz. 18:00 liturgia stacyjna dla łódzkich wiernych, na którą składają się: msza święta celebrowana pod przewodnictwem biskupa, koronka do Miłosierdzia Bożego oraz podjęcie indywidualnej i dobrowolnej praktyki pokutnej.
W kwietniu 2016 roku do rejestru zabytków został wpisany cały zespół kościoła parafialnego Wniebowzięcia NMP (nr rej. A/280 z 29.04.2016), w którego skład wchodzą ponadto:
- ogrodzenie dawnego cmentarza przykościelnego (cmentarza staromiejskiego), wzniesione w latach 1892–1893, w postaci muru ceglanego z ozdobną metalową balustradą,
- budynek starej plebanii z lat 1889–1894,
- ogrodzenie plebanii (od strony ul. Kościelnej) z 1903 roku.

W latach 2013–2018 zrealizowano projekt rozbudowy i rewitalizacji budynku starej plebanii przy ul. Kościelnej 10, opracowany przez łódzką firmę architektoniczną Grupa AGG w latach 2012–2013. W 2017 roku projekt nagrodzono tytułem „Perły Roku” w kategorii inwestycji prywatnych w Łodzi. Inwestorem była prywatna Klinika Weterynaryjna „Lancet” w Łodzi, która od czerwca 2018 roku ma swoją siedzibę w zrewitalizowanym budynku.

## Ważniejsi fundatorzy

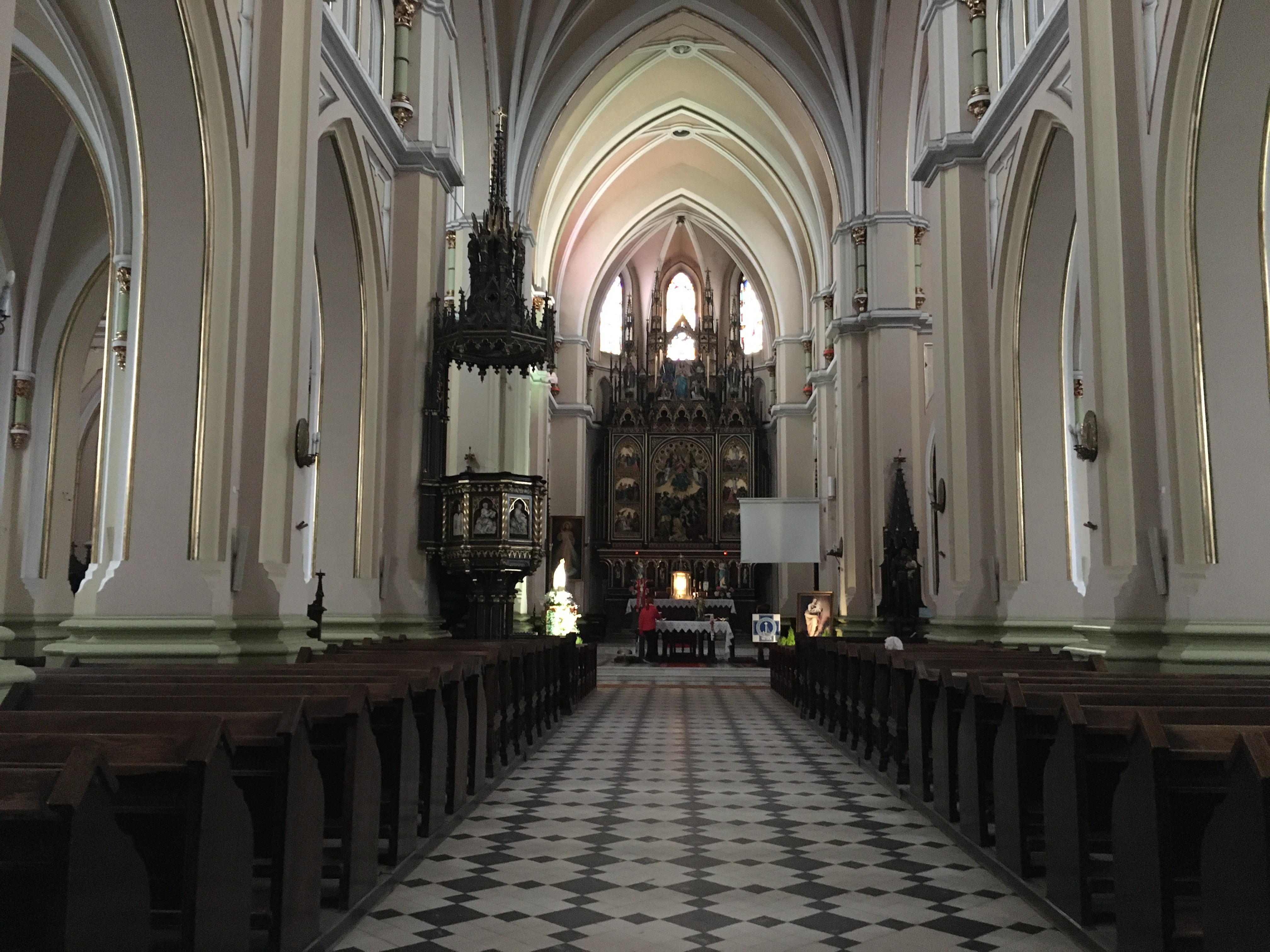
Wnętrze kościoła

Łączna suma wpłat gotówkowych dokonanych przez fundatorów w latach 1886–1897 (wraz z zyskiem z koncertu), o których informowała łódzka i piotrkowska prasa, przekroczyła 44 000 rubli, a więc stanowiła prawie połowę szacowanego kosztu budowy kościoła:
- Firma „Anton Sahlmann” z Fürth – 50 rubli (1886)[67],
- Towarzystwo Kredytowe m. Łodzi – 1000 rubli (marzec 1888)[68][69],
- L. Keller – 10 000 cegieł (kwiecień 1888)[70],
- Ludwik Meyer – 30 000 cegieł (kwiecień 1888)[71],
- rodzina Karola Scheiblera – 10 000 rubli (maj 1888)[72]; 5000 rubli (sierpień 1889)[73]; 5000 rubli (maj 1890)[74],
- Adolf Gehlig – 200 rubli (czerwiec 1888)[75]
- rodzina Ludwika Grohmana – 1000 rubli (luty 1889)[76],
- Juliusz Kunitzer – 2000 rubli (lipiec 1889)[77],
- Izrael Poznański – posadzka terakotowa niemieckiej firmy Villeroy & Boch z Mettlach, o wartości 9000 rubli[1] [33], z płyt piaskowca, białego marmuru i cementu[78], ⅓ kosztu dużych organów[1] ,
- Franciszek Fiszer – 100 rubli (styczeń 1892)[79],
- Aleksander i Ida Skrudzińscy – 550 rubli (kwiecień 1892)[80],
- Katarzyna Kesslerowa – 110 rubli (wrzesień 1892)[81],
- Edward Herbst – 1000 rubli (grudzień 1893)[82],
- Juliusz Heinzel – 10 000 rubli (przed 1896)[1] ,
- Robert Biedermann – 3000 rubli (przed 1900)[1] ,
- Wacław Drozdowski – ⅓ kosztu polichromii w kaplicy Matki Bożej Miłosierdzia[1] ,
- Antoni Urbanowski – chrzcielnica o wartości 1700 rubli w kaplicy Matki Bożej Miłosierdzia, marmurowa mensa ołtarzowa o wartości 2000 rubli[1] ,
- rodzina Władysława Wizbeka – ambona o wartości 3500 rubli[1] ,
- wdowa Stachlewska – 3500 rubli[1] ,
- Konstanty Płachecki – 500 rubli[1] .

3 kwietnia 1892 roku, z inicjatywy proboszcza parafii – ks. Karola Szmidla, w Łódzkim Domu Koncertowym Ignacego Vogla przy ul. Dzielnej 18 (ob. ul. prez. Gabriela Narutowicza 20/22) odbył się koncert z udziałem m.in. chóru Warszawskiego Towarzystwa Śpiewaczego „Lutnia”. Zysk z koncertu – w wysokości 1468 rubli 74 kopiejek – został przekazany na rzecz dokończenia budowy kościoła.

## Architektura
Architektonicznie kościół reprezentuje styl wiślano-bałtycki – odmianę neogotyku stosowaną głównie w architekturze sakralnej. Został zbudowany z nieotynkowanej czerwonej cegły, na planie krzyża łacińskiego, którego dłuższe ramię jest przedłużeniem osi ul. Lutomierskiej. Jest trójnawowy, z transeptem i dwiema wieżami krytymi blachą miedzianą, umieszczonymi w fasadzie. Na przecięciu się osi transeptu z osią nawy głównej znajduje się sygnaturka. W górnej części trzeciej kondygnacji obu wież zainstalowane są zegary, których tarcze zwrócone są w kierunkach północnym i zachodnim (wieża północna) oraz południowym i zachodnim (wieża południowa) . Okna są zamknięte ostrołukowo i wypełnione witrażami.

## Wystrój wnętrza i wyposażenie

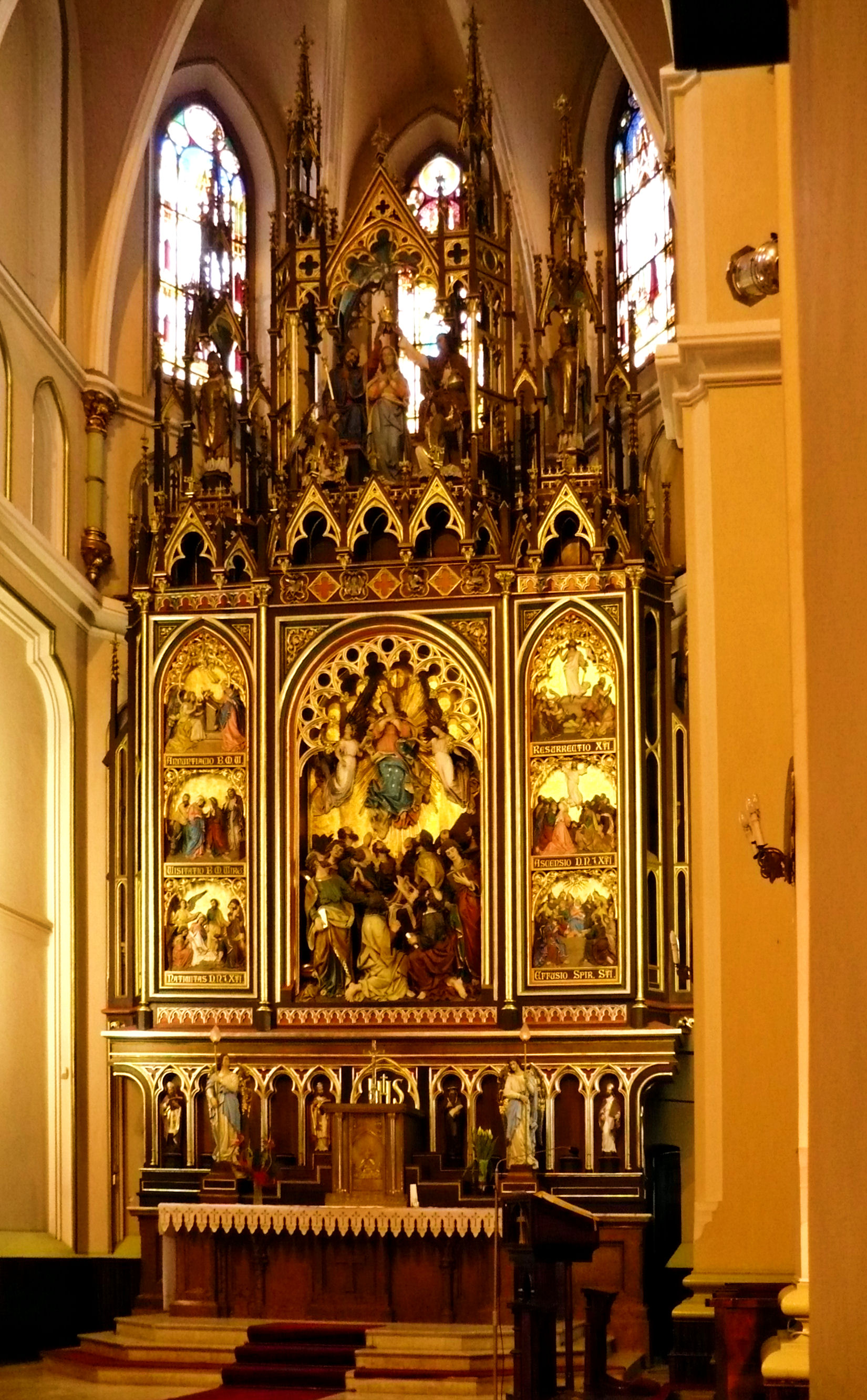
Ołtarz główny z tryptykiem Antoniego Panasiuka z 1895 roku

Wnętrze kościoła zostało urządzone w stylu neogotyckim. Główny ołtarz projektu Konstantego Wojciechowskiego znajduje się w półokrągłej apsydzie. W jego nastawie umieszczony jest obustronnie zdobiony, wzorowany na stylu gotyckim tryptyk, autorstwa Antoniego Panasiuka, ze sceną Wniebowzięcia Najświętszej Maryi Panny w części środkowej. Powyżej widoczna jest rzeźba sceny koronacji Najświętszej Maryi Panny. Boczne skrzydła tryptyku podzielone są na kwatery. Na awersie znajdują się płaskorzeźby przedstawiające tajemnice radosne i chwalebne różańca, zaś na rewersie – malowidła na blasze miedzianej, odnoszące się do tajemnic bolesnych. Po bokach tryptyku umieszczone są rzeźby figuralne błogosławionego Czesława (z lewej strony) i Świętego Jana Kantego. Nad tryptykiem umiejscowiono rzeźby Świętego Wojciecha i Świętego Stanisława biskupa i męczennika. W niewielkich niszach na predelli ołtarza stoją rzeźby świętych: Ambrożego, Grzegorza, Hieronima i Augustyna. Drugi ołtarz – pod wezwaniem Najświętszego Serca Pana Jezusa.
Witraże w oknach oświetlających prezbiterium przedstawiają Świętego Wojciecha, Wniebowzięcie Najświętszej Maryi Panny oraz Świętego Stanisława biskupa i męczennika. Pozostałe okna wypełniają witraże z ornamentami geometrycznymi.
Nad drzwiami prowadzącymi z prezbiterium do zakrystii umieszczona jest XVII-wieczna płaskorzeźba Chrystusa w Ogrójcu, a nad drzwiami do kaplicy – przedstawiająca ucieczkę Świętej Rodziny do Egiptu.
W kaplicy obok prezbiterium znajduje się ołtarz z nastawą w stylu gotyckim, a w niej – zachowany ze starego kościoła cudowny obraz Matki Bożej Miłosierdzia – Matki Boskiej Łódzkiej (zwanej również Bałucką), przypuszczalnie zakupiony i podarowany przez łódzkich mieszczan w 1655 roku jako wotum dziękczynne za ocalenie Łodzi w trakcie najazdu szwedzkiego, wzorowany na wizerunku Matki Boskiej Ostrobramskiej i uważany za najdawniejszą z istniejących jego kopii. Pierwsza pisemna wzmianka o nim datowana jest na rok 1718. Istnieje także legenda, według której został przez mieszczan znaleziony w łodzi na pobliskiej rzece Łódce i przeniesiony do kościoła. Jest określany jako słynący łaskami (dawniej używano też nazwy obraz Matki Boskiej Łaskawej), o czym mają świadczyć wota pozostawiane przez wiernych, w tym licznych pielgrzymów.
Ponadto w kaplicy stoi chrzcielnica z białego marmuru, wykonana i podarowana przez łódzki zakład kamieniarski Antoniego Urbanowskiego . Tu odbył się w 1896 roku chrzest Stanisławy Leszczyńskiej, późniejszej Służebnicy Bożej.
W transepcie umieszczony jest w półkolistej apsydzie obraz z barwną rzeźbą Świętej Anny uczącej czytać Maryję. Po drugiej stronie transeptu – kaplica z barwną rzeźbą przedstawiającą Świętą Rodzinę.
Na ścianach świątyni rozmieszczone są stacje drogi krzyżowej w formie płaskorzeźb wykonanych w drewnie lipowym, pochodzących z Tyrolu i podarowanych przez rodzinę Brajerów z Radogoszcza.
Chór muzyczny wspierają dwa filary. Na chórze znajdują się 37-głosowe organy o 40 rejestrach ze śląskiej wytwórni Waetera, w oprawie w stylu gotyckim, które sprowadzono z Wiednia w 1892 roku .
W bocznej kruchcie znajduje się na ścianie tablica epitafijna poświęcona pamięci gen. Jana Henryka Dąbrowskiego – uczestnika insurekcji kościuszkowskiej, twórcy Legionów Polskich we Włoszech.
Posadzka kościoła została wykonana z terakoty niemieckiej firmy Villeroy & Boch z Mettlach i ułożona na betonowym podkładzie. W prezbiterium przed głównym ołtarzem posadzkę wykonano z białego marmuru, a w kruchcie głównej i w kruchtach bocznych tworzą ją płyty piaskowca i cement. Całkowity koszt posadzek pokrył Izrael Poznański.
W świątyni znajduje się XVII-wieczna złocona i srebrzona monstrancja, sygnowana datą 1626 r., podarowana przez łódzkiego mieszczanina Pawła Kubowicza.

## Teren przykościelny

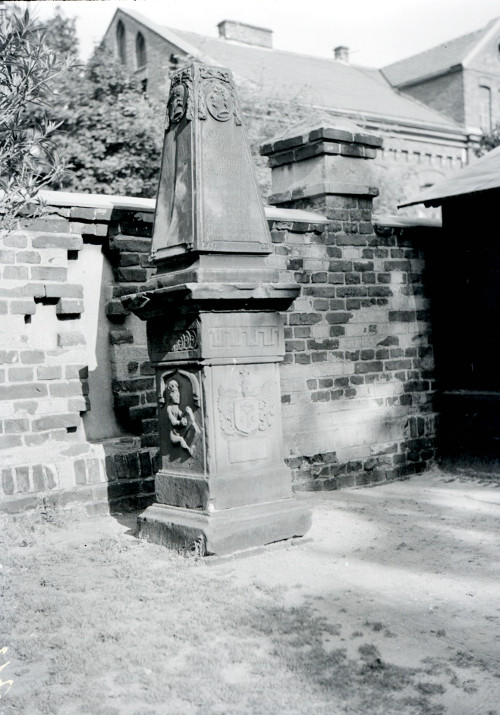
Nagrobek Macieja Wyszyńskiego z 1822 roku (fot. W. Pfeiffer, przed 1940)

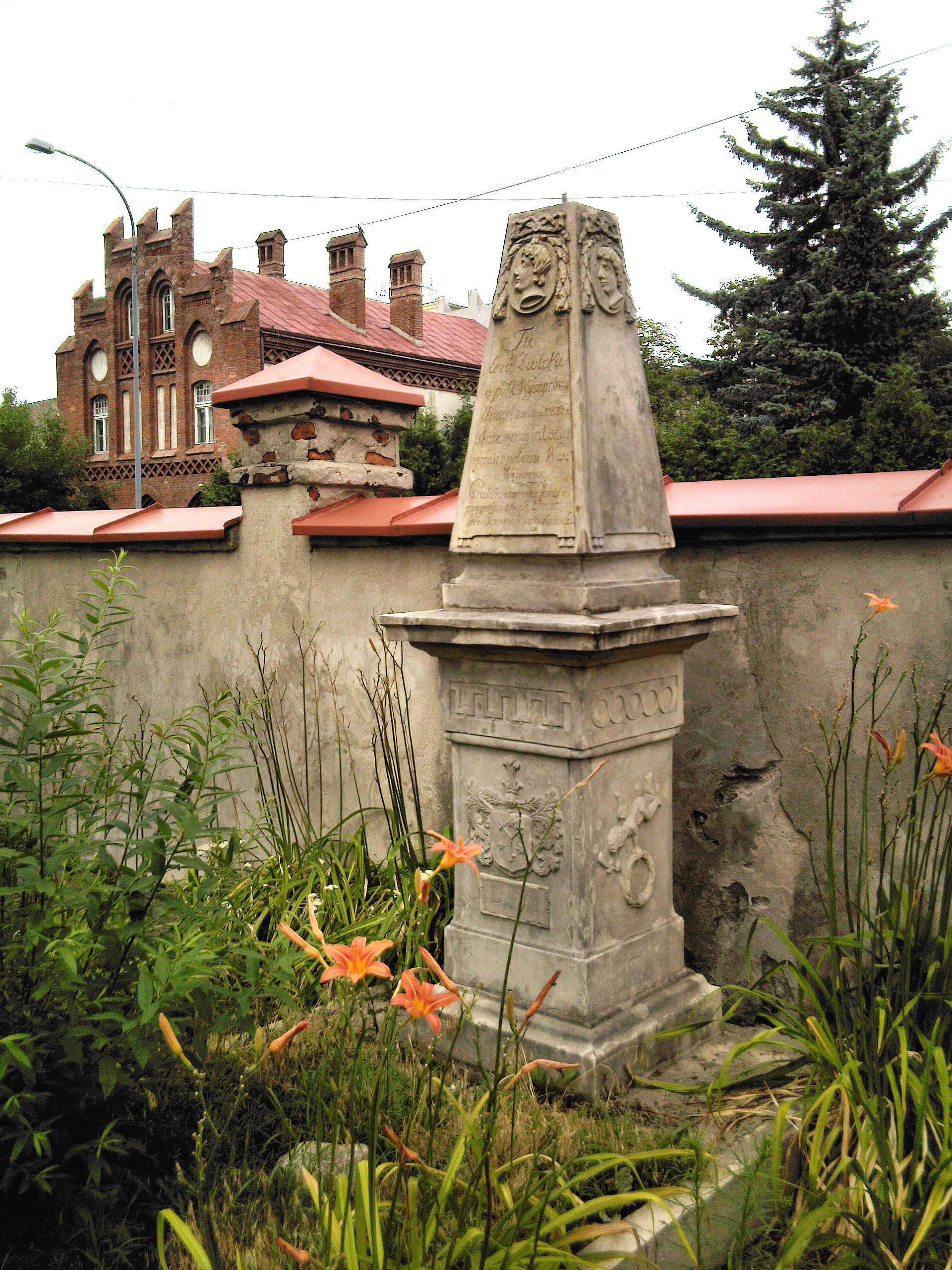
Nagrobek Macieja Wyszyńskiego z 1822 roku, w głębi budynek starej plebanii (do 1994 r.) przy ul. Kościelnej 10 (koniec I dekady XXI w.)

Na teren placu przykościelnego prowadzą z trzech narożników schody:
- z północno-zachodniego – przy północnym skrzyżowaniu ul. Zgierskiej z pl. Kościelnym[90],
- z południowo-zachodniego – przy południowym skrzyżowaniu ul. Zgierskiej z pl. Kościelnym[10],
- z południowo-wschodniego – przy skrzyżowaniu ul. Kościelnej z pl. Kościelnym[91].

Wejście z narożnika północno-wschodniego – przy skrzyżowaniu ulic Kościelnej z Wojska Polskiego, prowadzi bezpośrednio z poziomu ulicy.
Na ogrodzonym terenie przykościelnym pierwotnie znajdował się mały cmentarz staromiejski – przez kilka wieków jedyna katolicka nekropolia w niewielkim miasteczku, jakim była Łódź do lat 20. XIX w. Wobec gwałtownego wzrostu liczby ludności, który nastąpił w związku z rozwojem Łodzi jako miasta przemysłowego, władze miasta zostały zmuszone do założenia nowego, znacznie większego cmentarza w innym miejscu. Mały cmentarz staromiejski został zamknięty i uległ stopniowej likwidacji.
Jedynym zachowanym śladem jego istnienia jest obecnie (2025) kamienny nagrobek Macieja Wyszyńskiego, właściciela podłódzkiej huty szkła we wsi Żabieniec lub Radogoszcz, zmarłego 11 czerwca 1822 roku w wieku 38 lat, znajdujący się w tylnej, południowo-wschodniej części przykościelnego placu, przy ogrodzeniu od strony ul. Kościelnej. Jest on najstarszym kamiennym pomnikiem nagrobnym istniejącym w Łodzi. Widnieje na nim wyryta w kamieniu inskrypcja:

Tu leżą Zwłoki ś.p. M. Wyszyńskiego. Umarł d.11 Czerw. 1822 r. skończywszy lat 38. w.s. prosi o pobożne Westchnienie. Czułość wierney Żony i przywiązanych Dzieci ten Pomnik wystawiła.

W północno-zachodniej części placu przykościelnego, przy ogrodzeniu wzdłuż ul. Wojska Polskiego, ustawiony jest drewniany krzyż misyjny, do którego przymocowane są dwie tablice: metalowa – z napisem „Misje św. 13–21.11.1999 ks. saletyni z Dębowca” oraz z polerowanego czarnego granitu – z napisem „Misje Święte 5–11 maja 2010 A.D. głoszone przed nawiedzeniem Obrazu Matki Bożej Jasnogórskiej przez Ks. Salezjanów z Lutomierska”.
W tej samej części placu, na jednym z filarów ogrodzenia wzdłuż ul. Zgierskiej, na wprost ul. Lutomierskiej, znajduje się płyta z szarego piaskowca z upamiętniającą inskrypcją:

† Tu zgasła wypadkową śmiercią d. 4 lipca 1898 r. ś.p. Bronisława z Kochanowskich Brzozowska żona lekarza m. Łodzi przeżywszy lat 48. Pochowana w Kołacinku. Prosi o modlitwę do Boga.

Jej treść odnosi się do wypadku, który wydarzył się na ul. Zgierskiej, tuż obok muru okalającego kościół.
Środkowy filar ogrodzenia wzdłuż ulicy Zgierskiej wieńczy figura Matki Boskiej z aniołkami u stóp, zwrócona frontem w kierunku zachodnim – ulicy Lutomierskiej.

## Galeria

Archiwalne zdjęcia kościoła
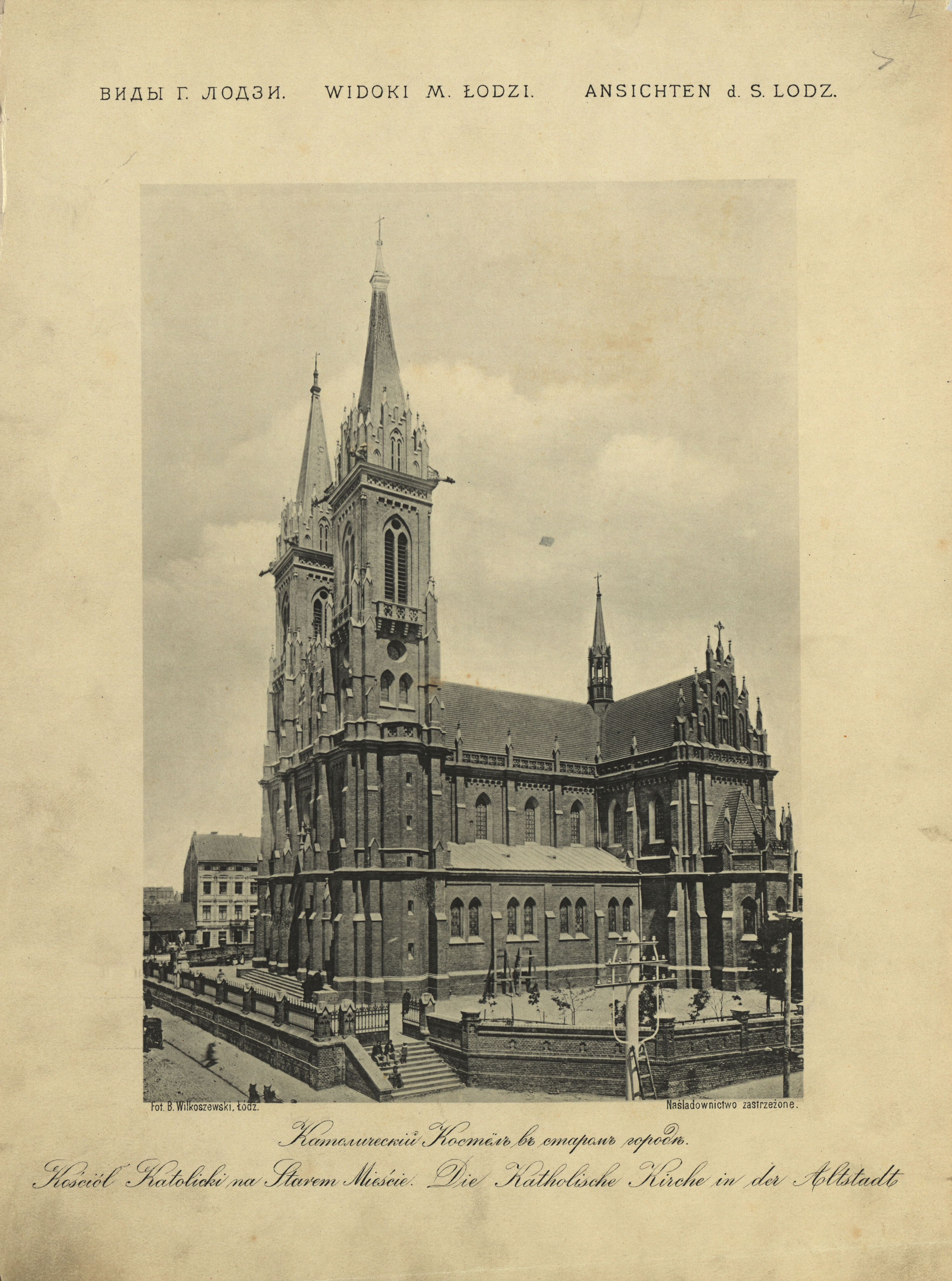
Widok w kierunku pn.-wsch. (fot. B. Wilkoszewski, 1896)
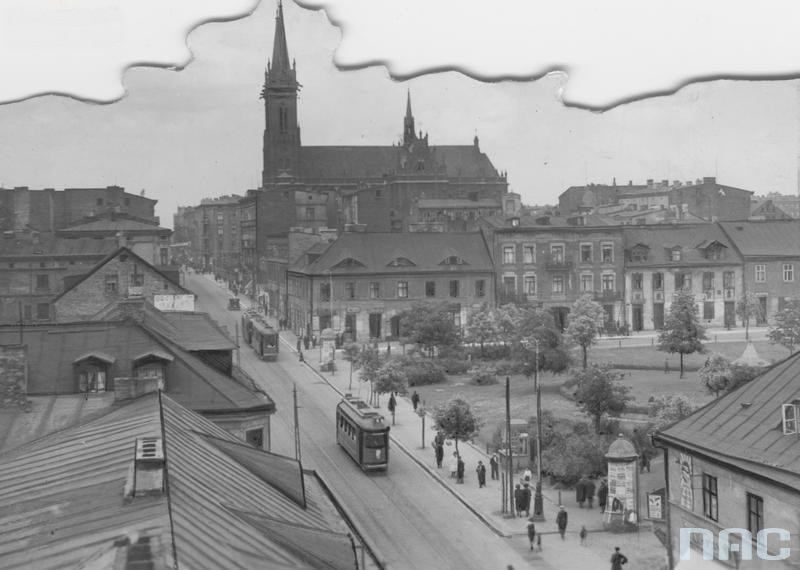
Widok w kierunku pn.-wsch. (fot. W. Pfeiffer, przed 1939)
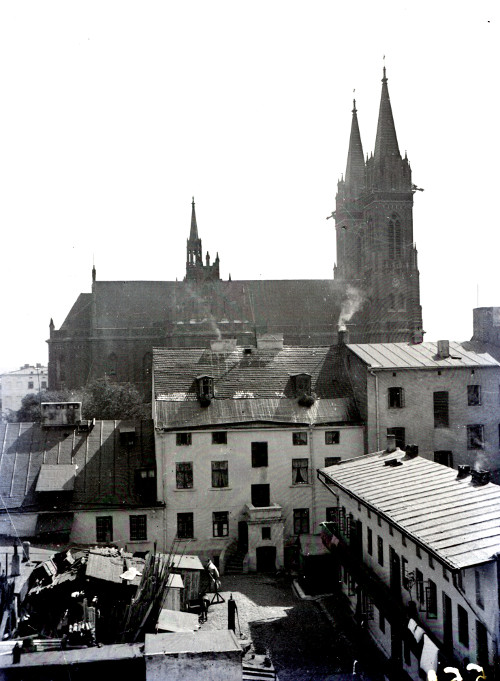
Widok w kierunku pd.-zach. (fot. W. Pfeiffer, przed 1940)
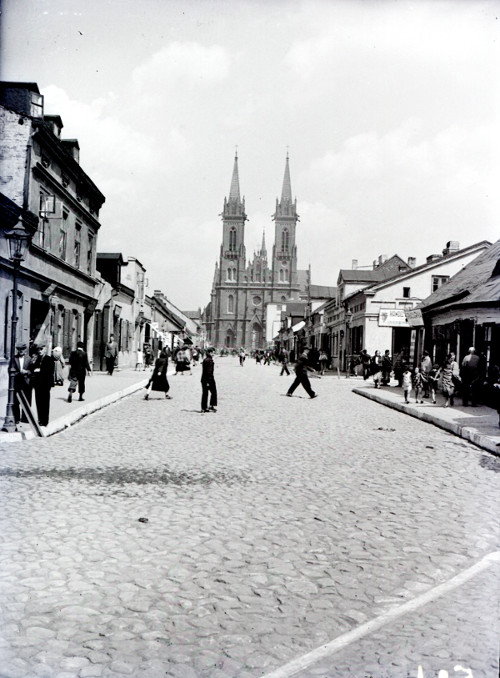
Widok z ul. Lutomierskiej w kierunku wschodnim (fot. W. Pfeiffer, przed 1940)

Kościół na zdjęciach współczesnych
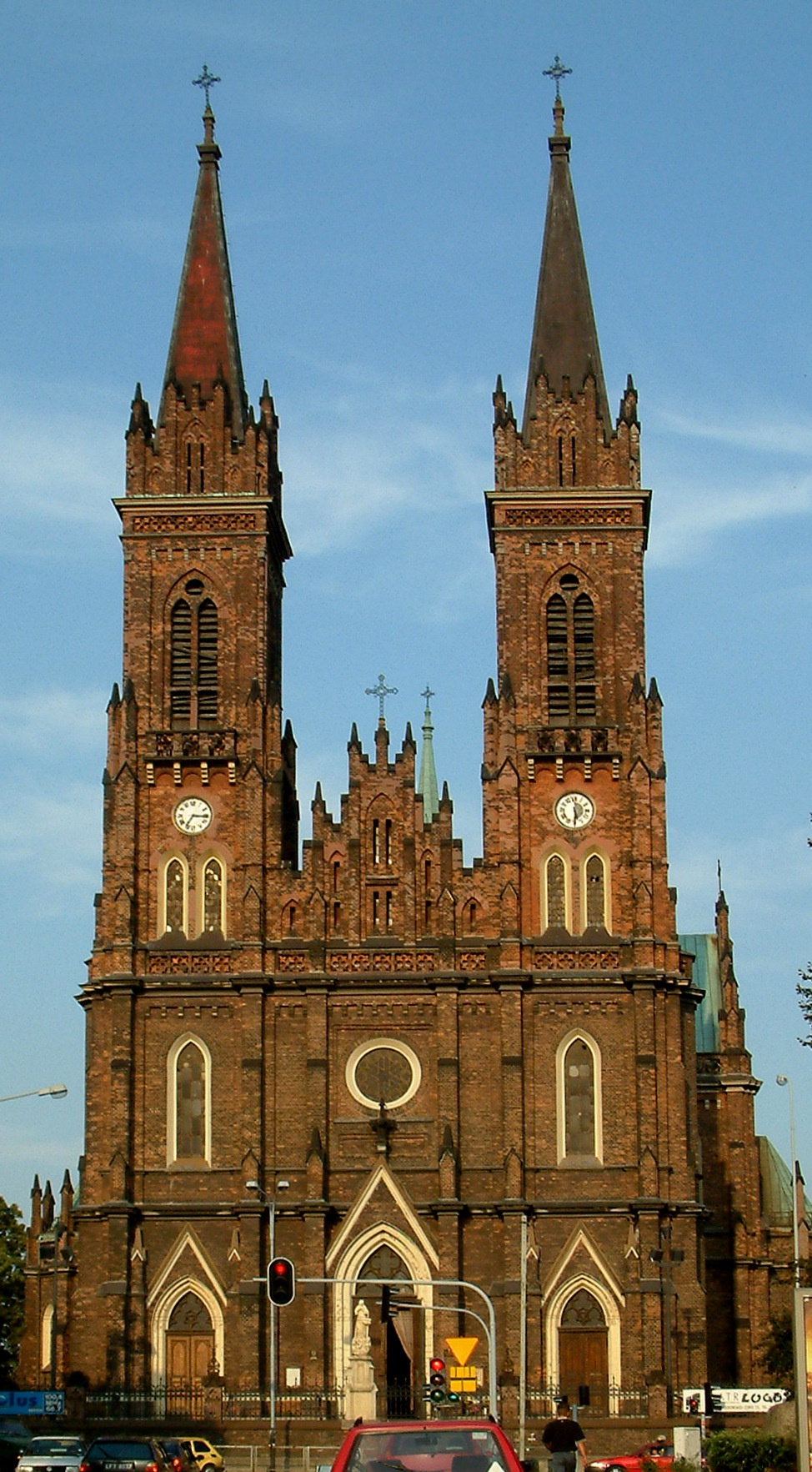
Widok z ul. Lutomierskiej w kierunku wschodnim (sierpień 2003)
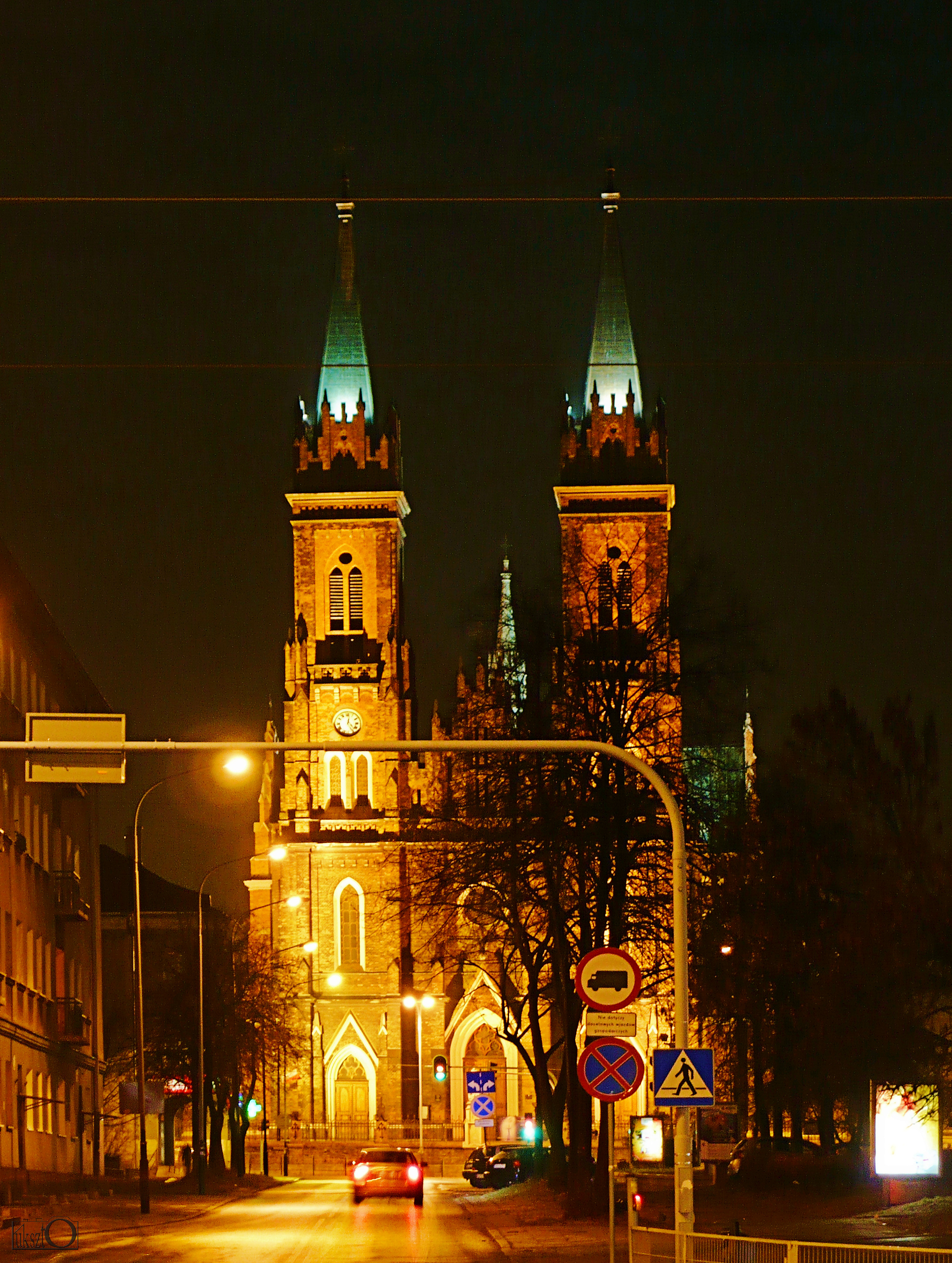
Widok z ul. Lutomierskiej w kierunku wschodnim (grudzień 2011)
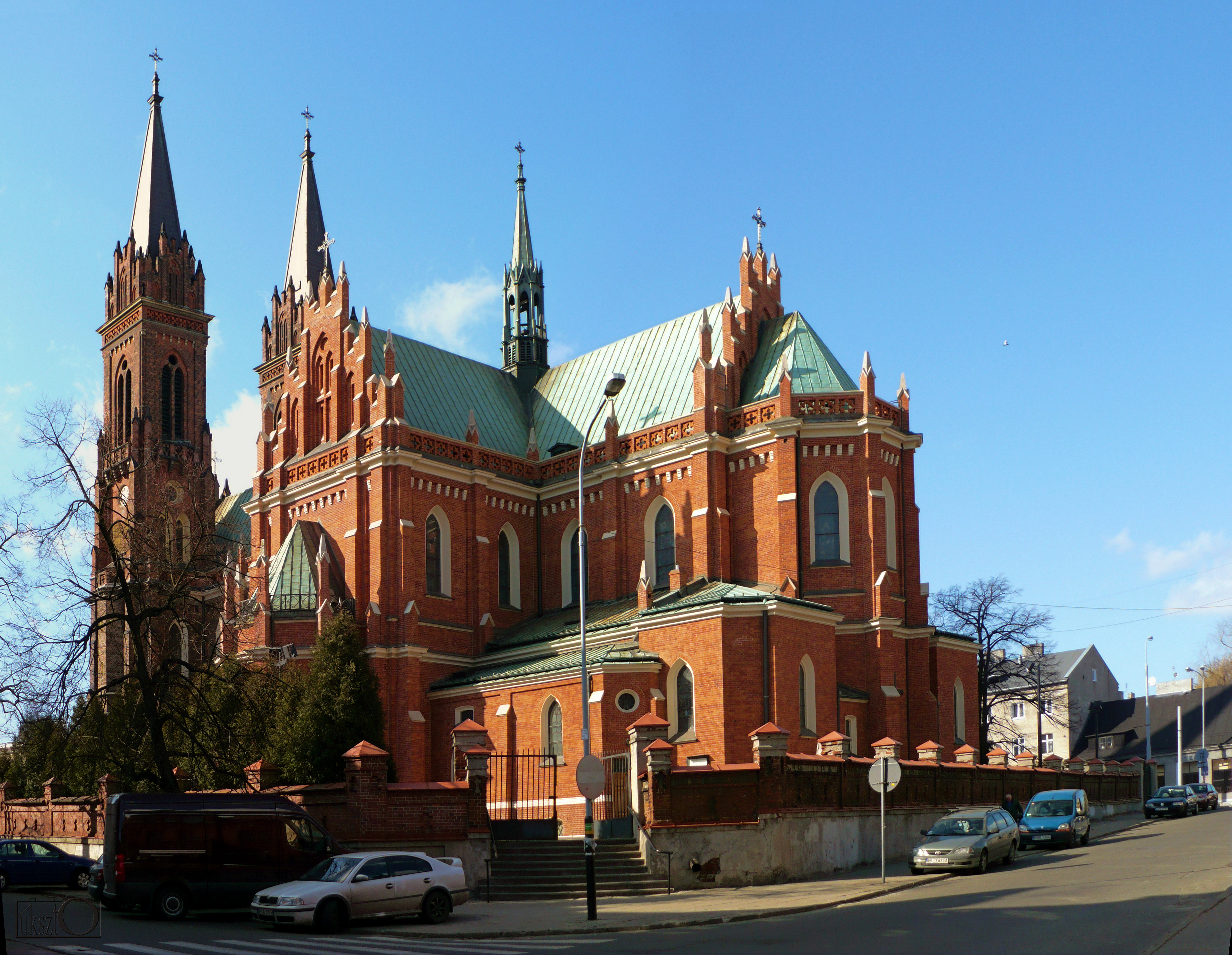
Widok z ul. Kościelnej w kierunku pn.-zach. (2012)
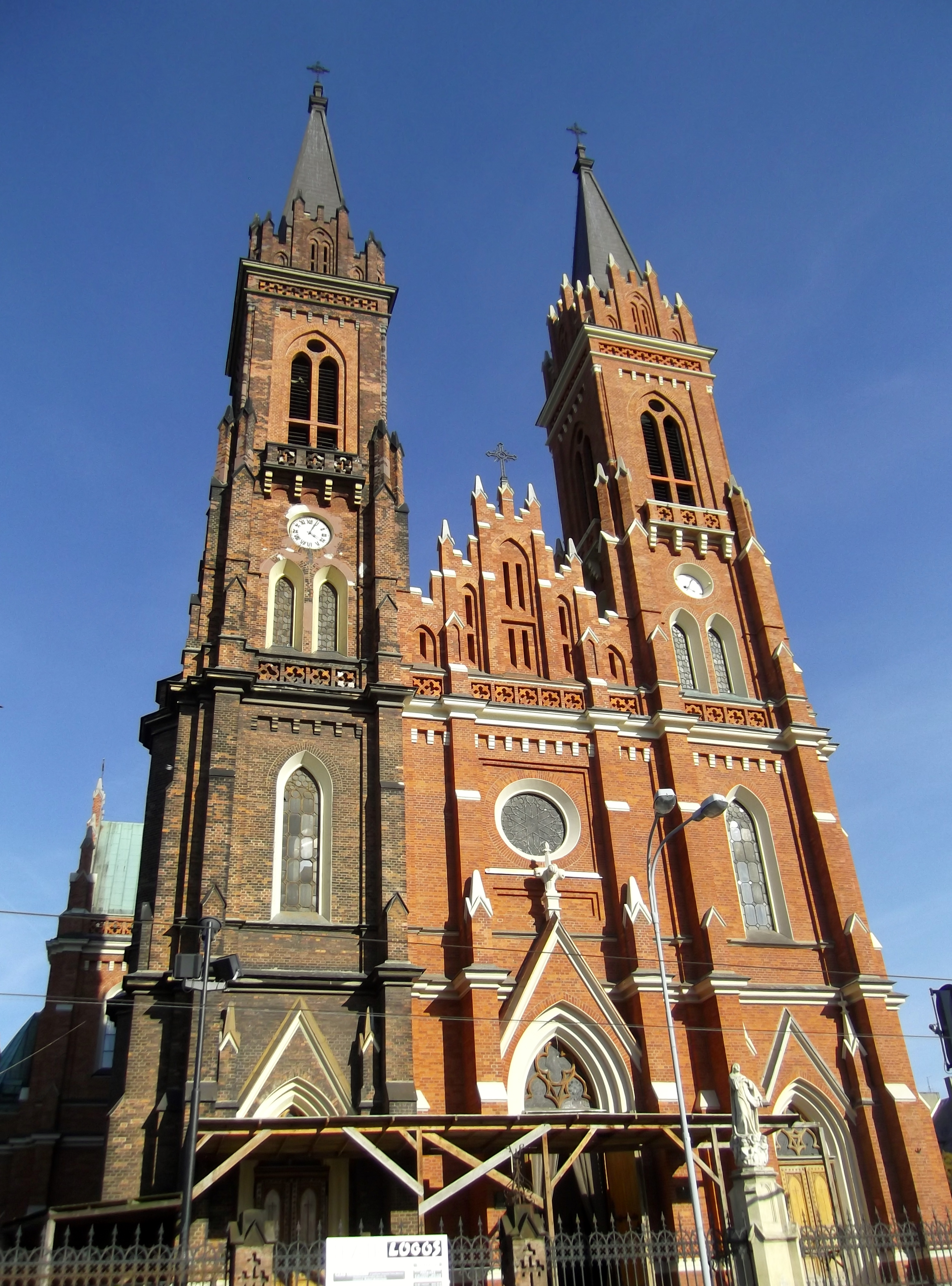
Kościół w trakcie czyszczenia elewacji, widok w kierunku wschodnim (wrzesień 2014)